# Stazione di Genova Sestri Ponente Aeroporto
La stazione di Genova Sestri Ponente Aeroporto è situata sulla linea Genova-Ventimiglia.
Per quello che riguarda la categorizzazione delle stazioni, RFI la considera di categoria silver.

## Storia
Inaugurata nel 1856 in concomitanza con l'apertura della tratta ferroviaria Sampierdarena-Voltri, è stata rimaneggiata più volte nel corso della sua vita.
Nel 1926, in conseguenza dell'aggregazione a Genova dei comuni limitrofi, la stazione – allora denominata semplicemente "Sestri Ponente" – assunse la nuova denominazione di "Genova Sestri Ponente".
Il 10 giugno 2012 la stazione di Genova Sestri Ponente ha assunto la nuova denominazione di Genova Sestri Ponente Aeroporto.

## Strutture e impianti

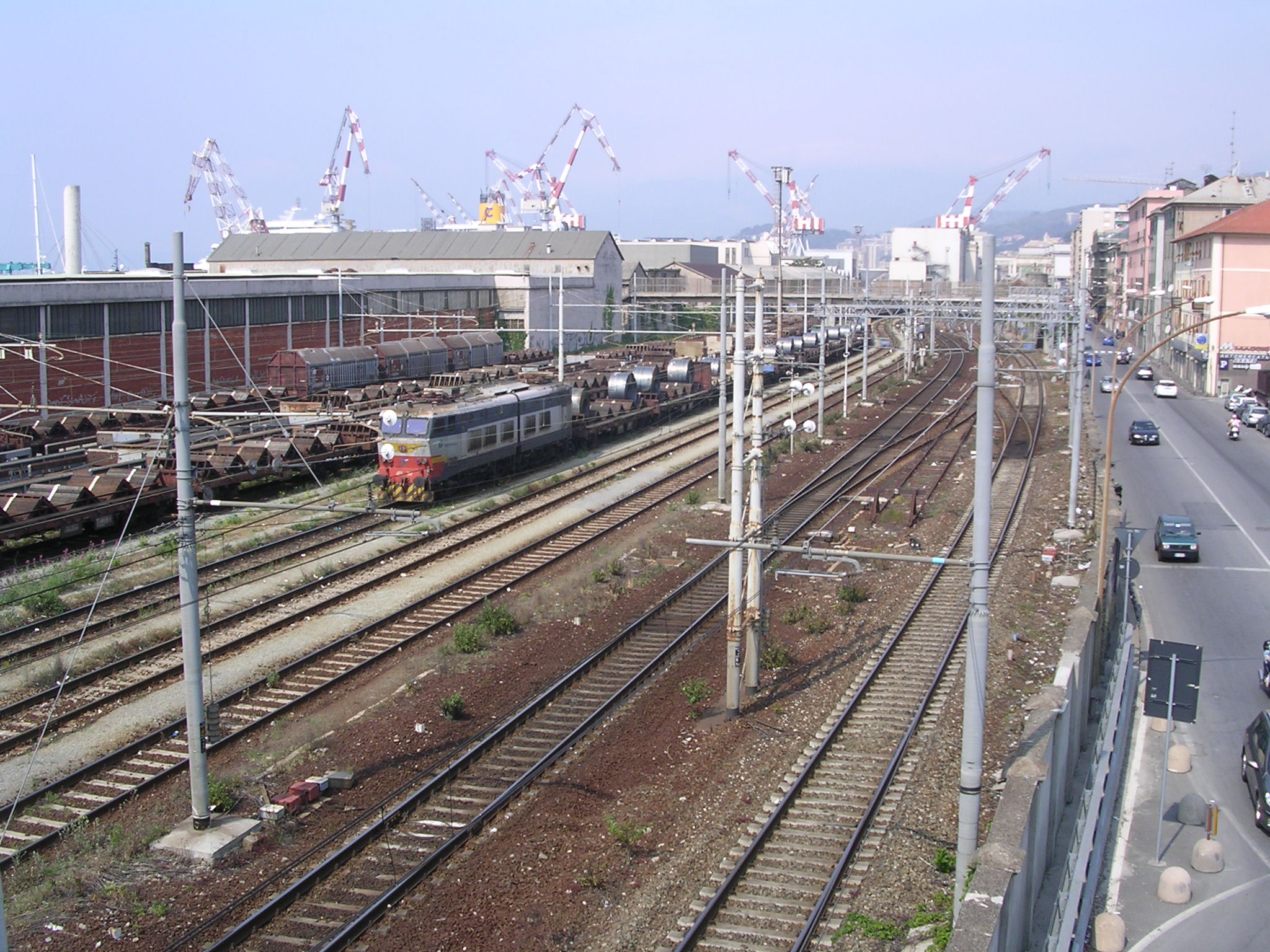
Il fascio merci

La stazione dispone di due binari corsa, con marciapiedi e relativa pensilina, e un binario di precedenza lungo 649 metri.. Ha inoltre un fascio merci di sei binari, di cui tre con segnale distinto per binario atti alla partenza dei treni, e uno scalo merci, a circa un chilometro di distanza verso ponente, per il ricovero dei carri.
Il suddetto fascio merci è utilizzato, quasi esclusivamente, per l'arrivo e la partenza di treni destinati al trasporto del materiale siderurgico del vicino stabilimento Ilva di Cornigliano, con il cui scalo è raccordata direttamente, e come ricovero temporaneo dei locomotori dei treni merci in partenza dalla stazione merci di Genova Voltri Mare
Il fabbricato viaggiatori, completamente ristrutturato negli interni e nell'esterno a cavallo tra il XX ed il XXI secolo, ospita l'ufficio del Dirigente Movimento, la biglietteria, la sala d'attesa e un piccolo bar-buffet di recente apertura. Comprende, inoltre, alcuni uffici di Mercitalia, ex Trenitalia Divisione Cargo.
Dall'inizio del 2014 sono attivi un nuovo varco a ponente e un secondo sottopasso che, oltre a collegare i binari, permette anche l'attraversamento di via Puccini e il raggiungimento del ristrutturato Mercato ortofrutticolo mentre l'11 dicembre 2015 sono stati modificati gli accessi alla stazione con l'apertura di un nuovo varco a levante, nei pressi del sovrappasso pedonale per la zona della marina turistica, e la contestuale chiusura dell'ingresso principale all'atrio di stazione in corrispondenza del porticato di via Biancheri (realizzato appositamente nella seconda metà del XIX secolo per collegare la piazza centrale dell'allora comune con la stazione).

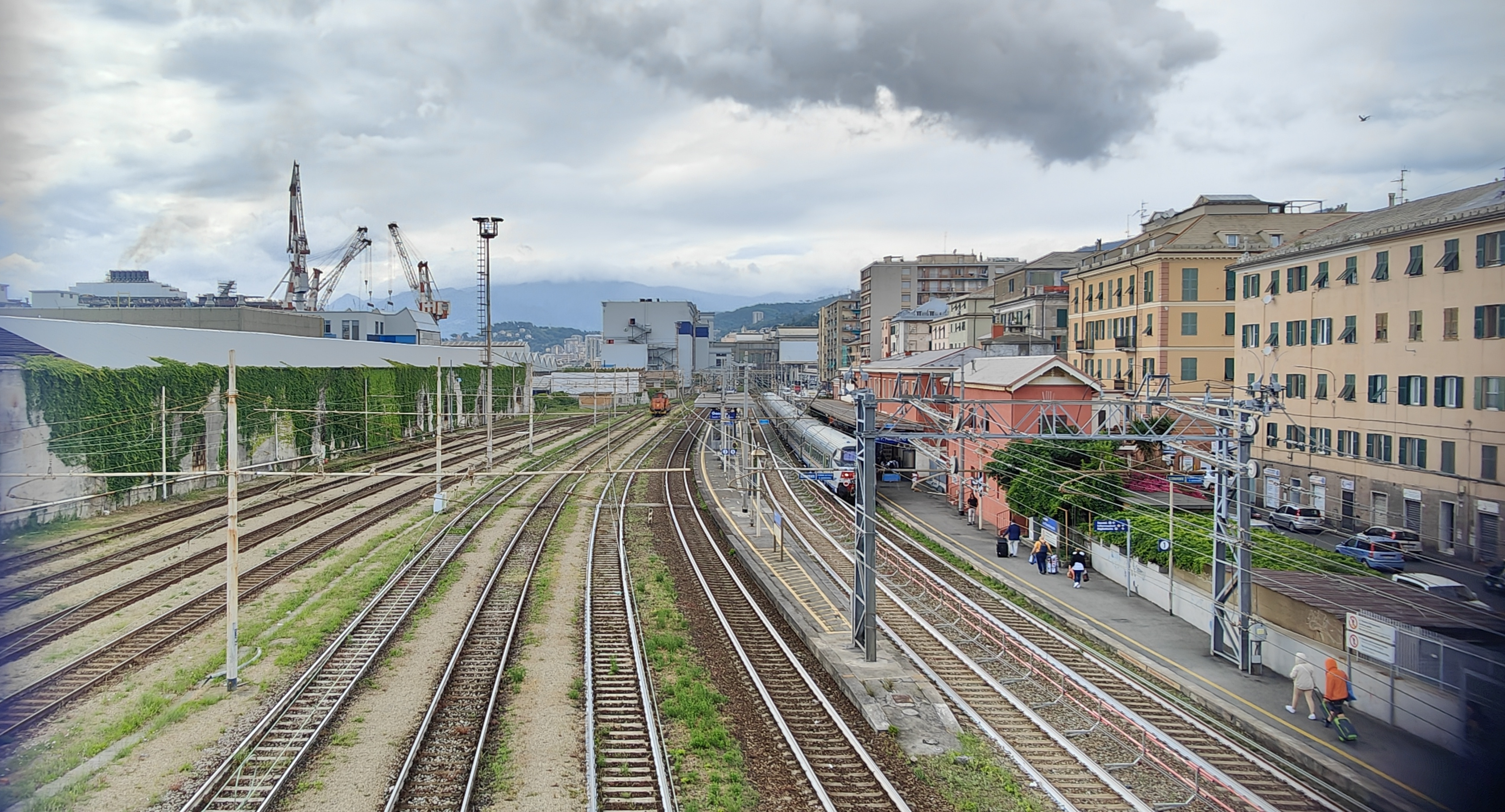
La stazione e il fascio binari visti dalla passerella che collega con lo spiazzo bus AMT che conduce all'aeroporto

Dal 22 Mag. 2019 è stata inaugurata la nuova passerella di colore blu che sovrasta i binari e collega la stazione (sono presenti anche ascensori ai lati opposti) con l'aeroporto. È attivo il servizio bus AMT denominato Flybus che collega i 1044 mt. che distano dallo scalo aeroportuale.

## Movimento
La fermata è servita dai treni regionali svolti da Trenitalia nell'ambito del contratto di servizio stipulato con la Regione Liguria.

## Servizi
La stazione dispone di:
- Biglietteria a sportello
- Biglietteria automatica
- Sala d'attesa
- Servizi igienici
- Bar
- Ascensore

## Interscambi
La stazione è servita dalle autolinee urbane, una delle quali di collegamento con l'aeroporto Cristoforo Colombo.
- Fermata autobus